# James Robert Mann (Politiker, 1920)

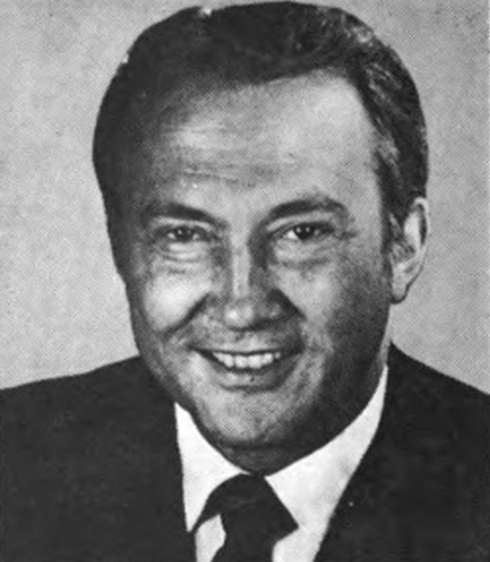
James Robert Mann (1977)

James Robert Mann (* 27. April 1920 in Greenville, South Carolina; † 20. Dezember 2010 ebenda) war ein US-amerikanischer Politiker. Zwischen 1969 und 1979 vertrat er den Bundesstaat South Carolina im US-Repräsentantenhaus.

## Werdegang
James Mann besuchte bis 1937 die Greenville High School. Danach absolvierte er bis 1941 die Militärakademie The Citadel in Charleston. Während des Zweiten Weltkrieges war Mann zwischen 1941 und 1946 Offizier der US Army. Danach wurde er Mitglied der militärischen Reserve. Er war von 1951 bis 1952 auch Leiter der Veteranenvereinigung von South Carolina. Nach einem anschließenden Jurastudium an der University of South Carolina in Columbia und seiner im Jahr 1947 erfolgten Zulassung als Rechtsanwalt begann er in seinem neuen Beruf zu praktizieren. Damals gab er auch eine juristische Zeitung, die South Carolina Law Review, heraus.
Politisch schloss sich Mann der Demokratischen Partei an. Zwischen 1949 und 1952 saß er als Abgeordneter im Repräsentantenhaus von South Carolina. Von 1954 bis 1962 war er Bezirksstaatsanwalt im 13. Gerichtsbezirk von South Carolina. Danach fungierte er von 1963 bis 1967 als Sekretär der Planungskommission im Greenville County. James Mann war von 1966 bis 1968 auch Kurator des städtischen Krankenhausverbundes von Greenville.
1968 wurde Mann im vierten Wahlbezirk von South Carolina in das US-Repräsentantenhaus in Washington, D.C. gewählt, wo er am 3. Januar 1969 die Nachfolge von Robert T. Ashmore antrat. Nach vier Wiederwahlen konnte er bis zum 3. Januar 1979 fünf zusammenhängende Legislaturperioden im Kongress absolvieren. In diese Zeit fiel unter anderem die Watergate-Affäre. Damals war Mann Mitglied im Rechtsausschuss, der die Einleitung eines Amtsenthebungsverfahrens gegen US-Präsident Richard Nixon vorschlug. Nixon kam diesem Verfahren dann durch seinen Rücktritt im August 1974 zuvor.
Mann verzichtete 1978 auf eine weitere Kandidatur. In den folgenden Jahren arbeitete er wieder als Rechtsanwalt. Er war mit Virginia Thomson Brunson verheiratet.